# Slavonien
Slavonien er området mellem floderne Sava (i syd) og Drava (i nord), mod øst afgrænset af Donau, mens den vestlige afgrænsning har varieret gennem historien.
Langt størstedelen af Slavonien hører i dag til Kroatien, mens størstedelen af Syrmium (Slavoniens østligste ende) hører til Serbien. Små områder ved Drava hører til Ungarn.
Dele af Slavonien hørte til Militærgrænsen.
45°27′00″N 17°55′00″Ø / 45.45°N 17.9167°Ø